# Сандра Канфийлд
Сандра Канфийлд (на английски: Sandra Canfield) е американска писателка на бестселъри в жанра исторически и съвременен любовен роман и романтичен трилър. Пише и под псевдонима Карън Кийст (на английски: Karen Keast) и под съвместния псевдоним Санди Шейн (на английски: Sandi Shane) с писателката Пени Ричардс.

## Биография и творчество
Сандра Кей Петерсон Канфийлд е родена на 21 ноември 1944 г. в Лонгвю, Тексас, САЩ.
Работи като колумнист за „Таймс“ в Шривпорт. Пише любовни романи в периода 1984 – 1996 г.
Тя е една от основателките на Асоциацията на писателите на романси на Америка (RWA). През 1989 г. е удостоена с награда за цялостно творчество, и за участието си в серията „Калоуей Корнърс“, от списание Romantic Times, а през 1990 г. получава наградата РИТА за романа Night Spice.
Сандра Канфийлд умира след дълго боледуване на 23 януари 2003 г. в Шривпорт, Луизиана.

## Произведения

### Като Карън Кийст

#### Самостоятелни романи
- Suddenly the Magic (1984)
- Notorious (1985)
- Forbidden Dream (1985)
- Dark Lightning (1986)
- Tender Treason (1986)
- Conquer the Night (1986)
- Once Burned... (1988)
- One Lavender Evening (1988)
- China Star (1989)
- Tender Silence (1989)
- Night Spice (1990) – награда РИТА за най-добър роман
- The Surprise of His Life (1991)
- The Silence of Angels (1992)

#### Сборници
- Birds Bees and Babies (1990) – с Дженифър Грийн и Емили Ричардс

### Като Санди Шейн

#### Самостоятелни романи
- Sweet Burning (1985)
- No Perfect Season (1989)

### Като Сандра Канфийлд

#### Самостоятелни романи
- Cherish This Moment (1986)
- Voices on the Wind (1987)
- Night into Day (1987)
- Tigers by Night (1990)
- Изкушението, The Loving (1992)
- Star Song (1992)
- Snap Judgement (1993)
- Proof Positive (1993)
- Забранена страст, Dark Journey (1994)
- Нощно пътуване, Night Moves (1996)

#### Участие в общи серии с други писатели

##### Серия „Калоуей Корнърс“ (Calloway Corners)
Сюжетите от серията не са последователни, а са свързани тематично с малкия хотел „Калоуей Корнърс“ намиращ се северно от градчето Сиблей, Луизиана. Автори на другите любовни романи са Катрин Бъртън, Трейси Хюз и Пени Ричардс.
1. Mariah (1988)
2. Jericho: Return to Calloway Corners (1996)

#### Сборници
- Just Married (1993) – с Мюриел Йенсен, Елиз Тайтъл и Ребека Уинтърс
- Baby Beat (1996) – с Мариса Керъл и Сандра Кит
- Verdict: Matrimony (1996) – с Боби Хътчинсън и Джоан Рос